# František Pokorný
František Pokorný, né le 31 août 1933 et mort le 6 janvier 2014, est un ancien joueur tchécoslovaque de basket-ball. 